# Wereldkampioenschappen veldrijden 2003
De wereldkampioenschappen veldrijden 2003 werden gehouden in het weekend van 1 en 2 februari 2003 in Monopoli, Italië. Bart Wellens werd wereldkampioen bij de mannen elite, na een solo. Wellens claimt dat hij ook wist dat hij zou winnen, zonder het parcours toen verkend te hebben.

## Verloop

### Voorbeschouwing: eerste voor Wellens, of dan toch Nys?
België is de veldritnatie bij uitstek geworden en beschikt in 2003 over twee absolute toppers. Vlaams-Brabander Sven Nys draait sinds eind jaren negentig mee aan de top van het veldrijden. Ook dit seizoen is hij op de afspraak. Sinds dit seizoen strijdt ook diens generatiegenoot Bart Wellens mee voor de knikkers. Voor Wellens duurde het enige tijd vooraleer hij kon oogsten bij de profs, na zijn uitmuntende prestaties bij de beloften. Wellens was een van de grootste talenten bij de jeugd. Eindelijk stak hij zijn neus aan het venster. Wellens duelleerde met zijn jeugdrivaal Nys, die al vaker wel dan niet het onderspit delft tegen Wellens. Nys en Wellens bouwen een rivaliteit met elkaar op, maar al met al trekt Nys in het seizoen 2002–2003 het laken naar zich toe. Van oudsher weet Nys zijn uitdagers aan flarden te fietsen en hij wint vijf crossen uit acht én het eindklassement in de Superprestige. In januari wint Nys drie opeenvolgende crossen die meetellen voor de Trofee. Hij wint ook dat regelmatigheidscriterium — toen nog met puntensysteem, pas na het wereldkampioenschap is eindwinst zeker — met slechts acht punten voorsprong op Wellens.
Nys en Wellens gaan als bezeten tekeer dat seizoen. Vanuit buitenlandse hoek hoeven ze helemaal niks te vrezen. De voorbije seizoenen was de Nederlander Richard Groenendaal de voornaamste uitdager van de blauwe Belgische armada. De Nederlandse kampioen veldrijden van Huijbergen is echter nergens in de klassementscrossen. Groenendaal ondervindt moeite om het jonge geweld het vuur aan de schenen te blijven leggen. De regelmatigheidscriteria worden gedomineerd door de jonge Belgische sterren. Italië serveert als decor van het wereldkampioenschap. De natte omloop in Monopoli, Apulië is een eitje voor Nys en Wellens, wegens relatief snel doch vrij technisch. Draaien en keren, bergop dan weer bergaf, hier en daar een goed berijdbaar pad rechtdoor. Wellens is een kanshebber op goud, terwijl Nys al jaren een wereldtitel van zijn bucketlist wil afvinken. Nys had alvast een streepje voor, zij het statistisch, want hij won in november 2001 de Wereldbekermanche te Monopoli met twintig seconden voorsprong op Wellens.
Uittredend wereldkampioen Mario De Clercq koesterde nijd, met betrekking tot het succes van Nys en Wellens. Hoewel hij dat zelf altijd ontkrachtte, deed daags voor het wereldkampioenschap het gerucht de ronde over Super Mario als zou hij beide renners in de dranghekken laten rijden door zijn Britse Palmans-ploegmaat Roger Hammond. Uiteindelijk blijkt het allemaal niet waar te zijn. De Clercq haalt Nys er wel uit zijn focus of zone mee, volgens Nys. Hoe dan ook, de start verliep dus zonder ongelukken voor Nys en Wellens.

### Lekke voortube deert Wellens niet, offday Nys
De Belgische veldrijders kunnen naar believen tegen elkaar rijden op Italiaanse bodem. Sowieso zou in de finale van het wereldkampioenschap de wet van de sterkste gelden. Die sterkste was een Belg, zo leerde het lopende veldritseizoen. De topfavorieten kennen een uitstekende start. Bart Wellens neemt een kanonsstart en vliegt er al van bij de start vandoor. Aanvankelijk is er geen houden aan de Kempenaar. Wellens' voornaamste concurrent Sven Nys alsmede de andere Belgische outsiders; oudgediende Mario De Clercq, de jonge Tom Vannoppen en 'kampioenschapsrenner' Erwin Vervecken; hollen achter de feiten aan. In een afdaling mist Nys een bocht, maar blijft recht met stuurmanskunst. Enkele ronden later rijdt Wellens lek vooraan. Ver van de materiaalpost waardoor de anderen terug aansluiten. Ben Berden is in goeden doen en haakt zijn wagon aan die van Nys. Nys en Berden rapen Wellens op. Wellens krijgt een nieuwe fiets, hij moet op jacht naar de kop van de koers. De Clercq blijkt na veel vijven en zessen een goede dag te hebben. Clercqske trekt naar het front en zet Nys en de achtergebleven Wellens onder druk. Tom Vannoppen, die het jaar ervoor zilver behaalde in Zolder, speelt geen rol van betekenis en zal op meer dan twee minuten eindigen. Berden verdwijnt later uit de kopgroep omdat het tempo voor hem te hoog ligt.
Wellens is niet onder de indruk van De Clercqs krachttoer die vooral Nys parten speelt. Nys heeft geen versnelling in huis, Wellens heeft wonderbenen. Hij keert vooraan terug, en demarreert weer. Nys kan de aanval niet beantwoorden, maar De Clercq evenmin. Wellens is vertrokken voor een solo en kent nu geen pech meer. Nys heeft een offday en verliest terrein ten opzichte van De Clercq. Wellens wint het goud, met meer dan een halve minuut voorgift. De Clercq pakt zilver, en Vervecken slaagt er alsnog in om brons op te strijken ondanks een onzichtbare koers. Hij rijdt Nys voorbij in de slotronden. Nys wordt vijfde, achter Berden. Man van het seizoen Nys reageert zwaar ontgoocheld. Sven Nys getuigde in 2012 dat hij destijds niet kon verkroppen dat zijn Kempense jeugdrivaal Bart Wellens eerder wereldkampioen werd bij de profs dan hijzelf. Nys was vooraf te zelfverzekerd geweest. Onomwonden toeterde Nys dat hij zelfs met de veel snellere Mario De Clercq naar de sprint had gewild, maar diezelfde De Clercq kroop in Nys' hoofd met psychologische spelletjes en Wellens had een wonderdag.

## Uitslagen

### Mannen, elite
| Plaats | Renner          | Land      | Tijd   |
| ------ | --------------- | --------- | ------ |
|        | Bart Wellens    | België    | 56.43  |
| Zilver | Mario De Clercq | België    | + 0.38 |
| Brons  | Erwin Vervecken | België    | + 1.20 |
| 4.     | Ben Berden      | België    | + 1.28 |
| 5.     | Sven Nys        | België    | z.t.   |
| 6.     | Francis Mourey  | Frankrijk | + 2.07 |
| 7.     | Daniele Pontoni | Italië    | z.t.   |
| 8.     | Tom Vannoppen   | België    | + 2.24 |
| 9.     | Jiří Pospíšil   | Tsjechië  | + 2.26 |
| 10.    | Arnaud Labbe    | Frankrijk | z.t.   |

### Mannen, beloften
| Plaats | Renner                | Land      | Tijd   |
| ------ | --------------------- | --------- | ------ |
|        | Enrico Franzoi        | Italië    | 49.22  |
| Zilver | Wesley Van Der Linden | België    | + 0.28 |
| Brons  | Thijs Verhagen        | Nederland | + 0.35 |
| 4.     | Martin Bína           | Tsjechië  | + 1.25 |
| 5.     | Bart Aernouts         | België    | + 1.31 |
| 6.     | Jean-Baptiste Béraud  | Frankrijk | + 1.32 |
| 7.     | Tim van Nuffel        | België    | + 1.33 |
| 8.     | Steve Chainel         | Frankrijk | + 1.35 |
| 9.     | Pieter Weening        | Nederland | + 1.36 |
| 10.    | Theo Eltink           | Nederland | z.t.   |

### Jongens, junioren
| Plaats | Renner              | Land      | Tijd   |
| ------ | ------------------- | --------- | ------ |
|        | Lars Boom           | Nederland | 37.51  |
| Zilver | Eddy van IJzendoorn | Nederland | + 0.30 |
| Brons  | Zdeněk Štybar       | Tsjechië  | + 0.36 |
| 4.     | Sebastian Langeveld | Nederland | + 0.39 |
| 5.     | Romain Villa        | Frankrijk | + 1.01 |
| 6.     | Jan Sel             | Tsjechië  | + 1.07 |
| 7.     | Niels Albert        | België    | + 1.34 |
| 8.     | František Klouček   | Tsjechië  | + 1.38 |
| 9.     | Clément Lhotellerie | Frankrijk | + 1.39 |
| 10.    | Tom van den Bosch   | België    | + 1.55 |

### Vrouwen
| Plaats | Renster                | Land             | Tijd   |
| ------ | ---------------------- | ---------------- | ------ |
|        | Daphny van den Brand   | Nederland        | 38.24  |
| Zilver | Hanka Kupfernagel      | Duitsland        | + 0.02 |
| Brons  | Laurence Leboucher     | Frankrijk        | + 0.16 |
| 4.     | Annabella Stropparo    | Italië           | + 0.31 |
| 5.     | Mette Andersen         | Denemarken       | + 1.05 |
| 6.     | Maria Paola Turcutto   | Italië           | + 1.10 |
| 7.     | Maryline Salvetat      | Frankrijk        | + 1.19 |
| 8.     | Nicolle de Bie-Leijten | Nederland        | + 1.23 |
| 9.     | Corine Dorland         | Nederland        | + 1.24 |
| 10.    | Ann Grande             | Verenigde Staten | z.t.   |

## Medaillespiegel
| Plaats | Land      | Goud | Zilver | Brons | Totaal |
| 1      | Nederland | 2    | 1      | 1     | 4      |
| 2      | België    | 1    | 2      | 1     | 4      |
| 3      | Italië    | 1    | 0      | 0     | 1      |
| 4      | Duitsland | 0    | 1      | 0     | 1      |
| 5      | Tsjechië  | 0    | 0      | 1     | 1      |
| 5      | Frankrijk | 0    | 0      | 1     | 1      |
| Totaal | Totaal    | 4    | 4      | 4     | 12     |

Kampioenschappen:  Wereldkampioenschappen · 
 Belgische kampioenschappen · 
 Nederlandse kampioenschappen
Klassementen:  Wereldbeker · 
 Superprestige · 
 GvA Trofee · 
 Budvar Cup · 
 Challenge national
1950 · 
1951 · 
1952 · 
1953 · 
1954 · 
1955 · 
1956 · 
1957 · 
1958 · 
1959 · 
1960 · 
1961 · 
1962 · 
1963 · 
1964 · 
1965 · 
1966 · 
1967 · 
1968 · 
1969 · 
1970 · 
1971 · 
1972 · 
1973 · 
1974 · 
1975 · 
1976 · 
1977 · 
1978 · 
1979 · 
1980 · 
1981 · 
1982 · 
1983 · 
1984 · 
1985 · 
1986 · 
1987 · 
1988 · 
1989 · 
1990 · 
1991 · 
1992 · 
1993 · 
1994 · 
1995 · 
1996 · 
1997 · 
1998 · 
1999 · 
2000 · 
2001 · 
2002 · 
2003 · 
2004 · 
2005 · 
2006 · 
2007 · 
2008 · 
2009 · 
2010 · 
2011 · 
2012 · 
2013 · 
2014 · 
2015 · 
2016 · 
2017 · 
2018 · 
2019 ·
2020 ·
2021 ·
2022 ·
2023 ·
2024 ·
2025

Categorieën

Mannen elite · 
vrouwen elite · 
mannen beloften · 
vrouwen beloften · 
jongens junioren · 
meisjes junioren · 
gemengde estafette

Voormalig:
mannen amateurs